# 232949 Muhina
232949 Muhina este un asteroid din centura principală de asteroizi.

## Descriere
232949 Muhina este un asteroid din centura principală de asteroizi. A fost descoperit pe 1 martie 2005 la Marly la Observatorul Naef. Asteroidul prezintă o orbită caracterizată de o semiaxă mare de 3,08 ua, o excentricitate de 0,19 și o înclinație de 1,6° în raport cu ecliptica.